# Le Poët-Laval
Le Poët-Laval ist eine französische Gemeinde mit 958 Einwohnern (Stand 1. Januar 2022) im Département Drôme in der Region Auvergne-Rhône-Alpes; sie gehört zum Kanton Dieulefit im Arrondissement Nyons. Die Bewohner werden Poët-Lavaliens bzw. Poët-Lavalliennes genannt. Im September 2010 wurde dem Ort die Auszeichnung „Les plus beaux villages de France“ verliehen.

## Geographie
Le Poët-Laval liegt auf einer Höhe von etwa 310 Metern über dem Meeresspiegel im Süden des Départements Drôme. In den Sommermonaten in blauviolett blühende Lavendelfelder eingebettet, erhebt sich der Ort mit seiner Burg und der romanischen Kirchenruine auf einem bewaldeten Felsausläufer über dem Tal des Jabron.
Die Entfernung nach Dieulefit beträgt sechs Kilometer; nach Montélimar sind es 24 und nach Avignon 70 Kilometer.

## Bevölkerungsentwicklung

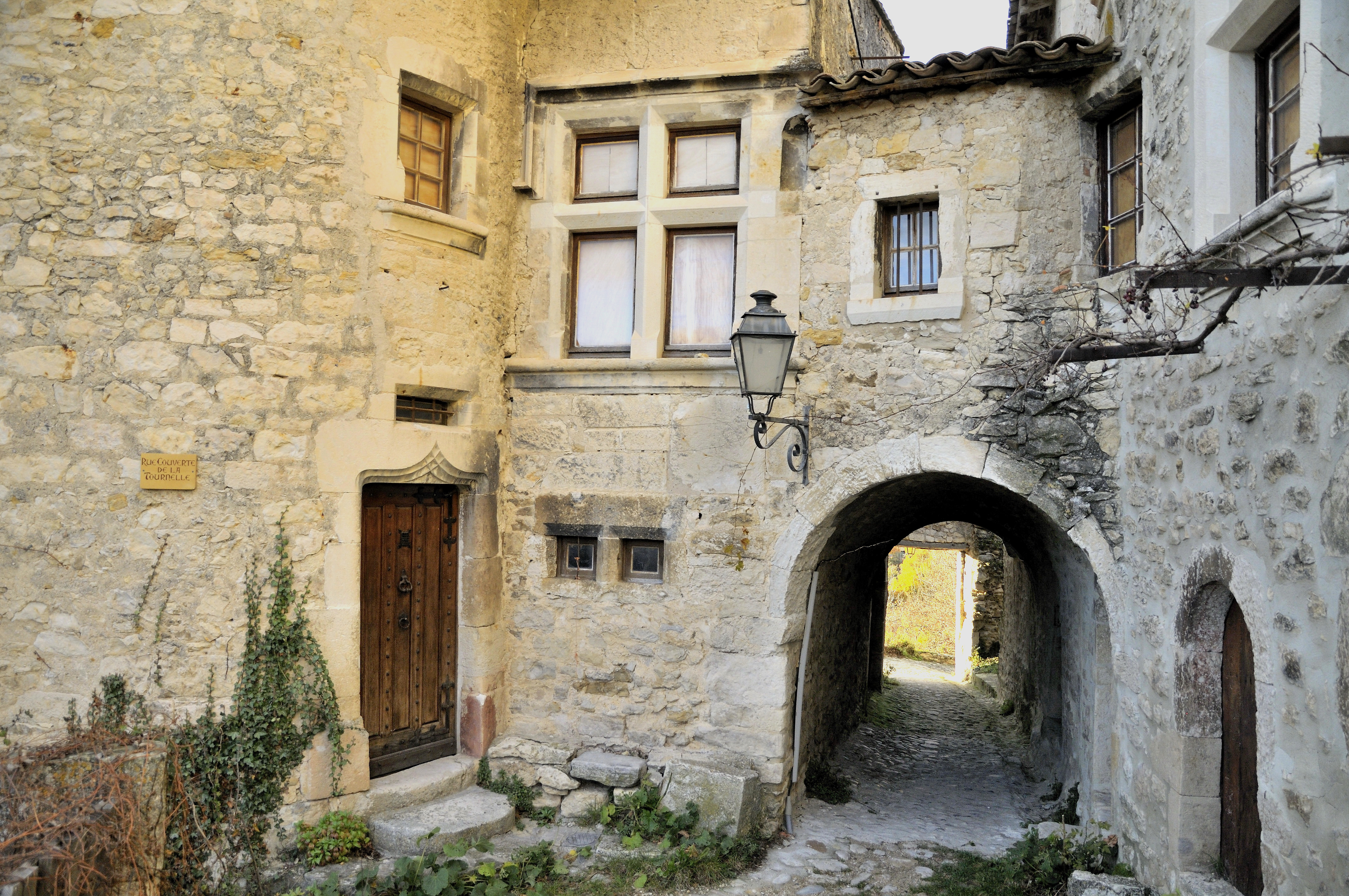
Malerischer Winkel im Ort

| Jahr                       | 1962 | 1968 | 1975 | 1982 | 1990 | 1999 | 2006 | 2018 |
| Einwohner                  | 461  | 505  | 493  | 538  | 652  | 809  | 875  | 942  |
| Quellen: Cassini und INSEE |      |      |      |      |      |      |      |      |

## Geschichte

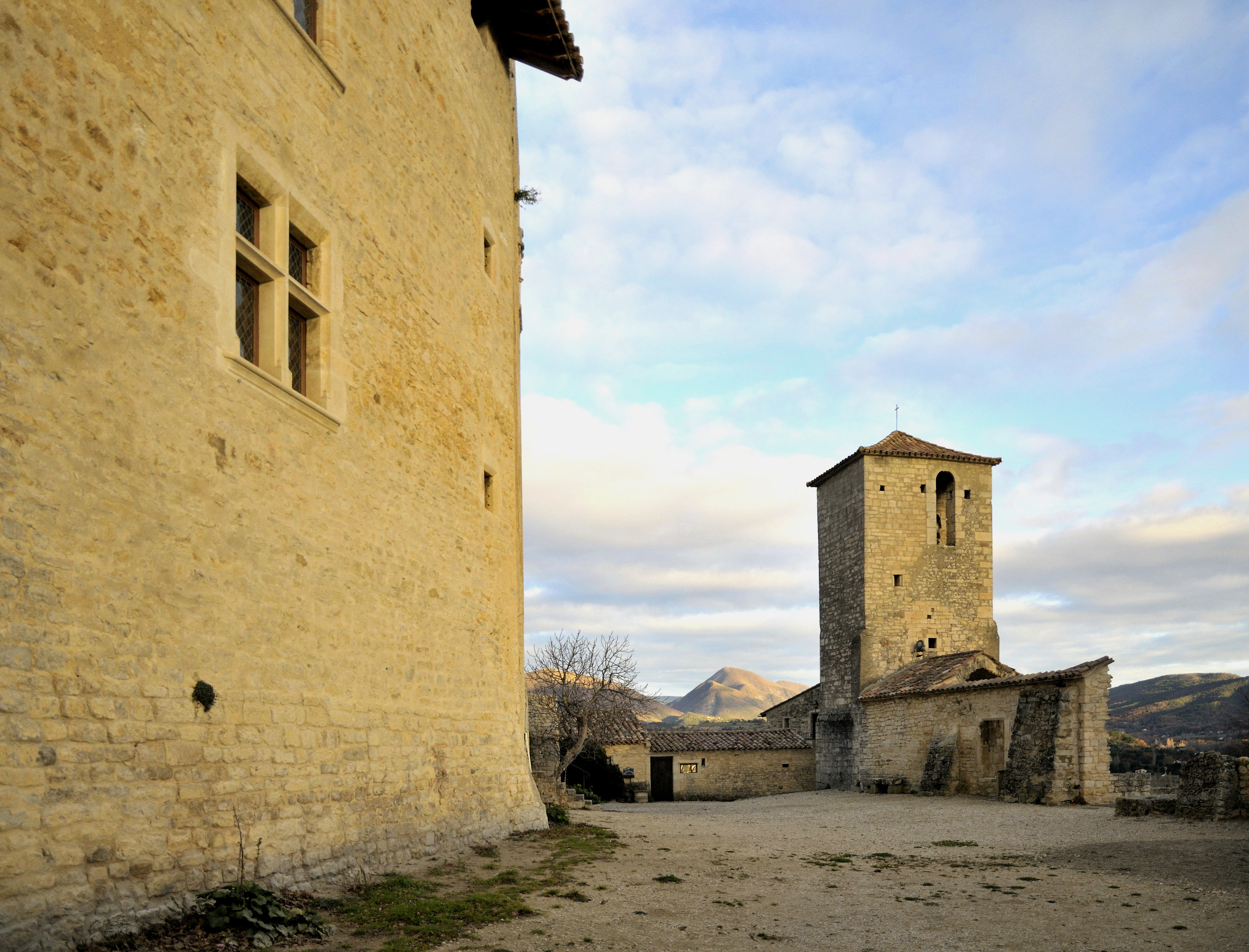
Rechts der Turm der Kapelle Saint-Jean-des-Commandeurs, links eine Mauer des Donjons (Wehrturms)

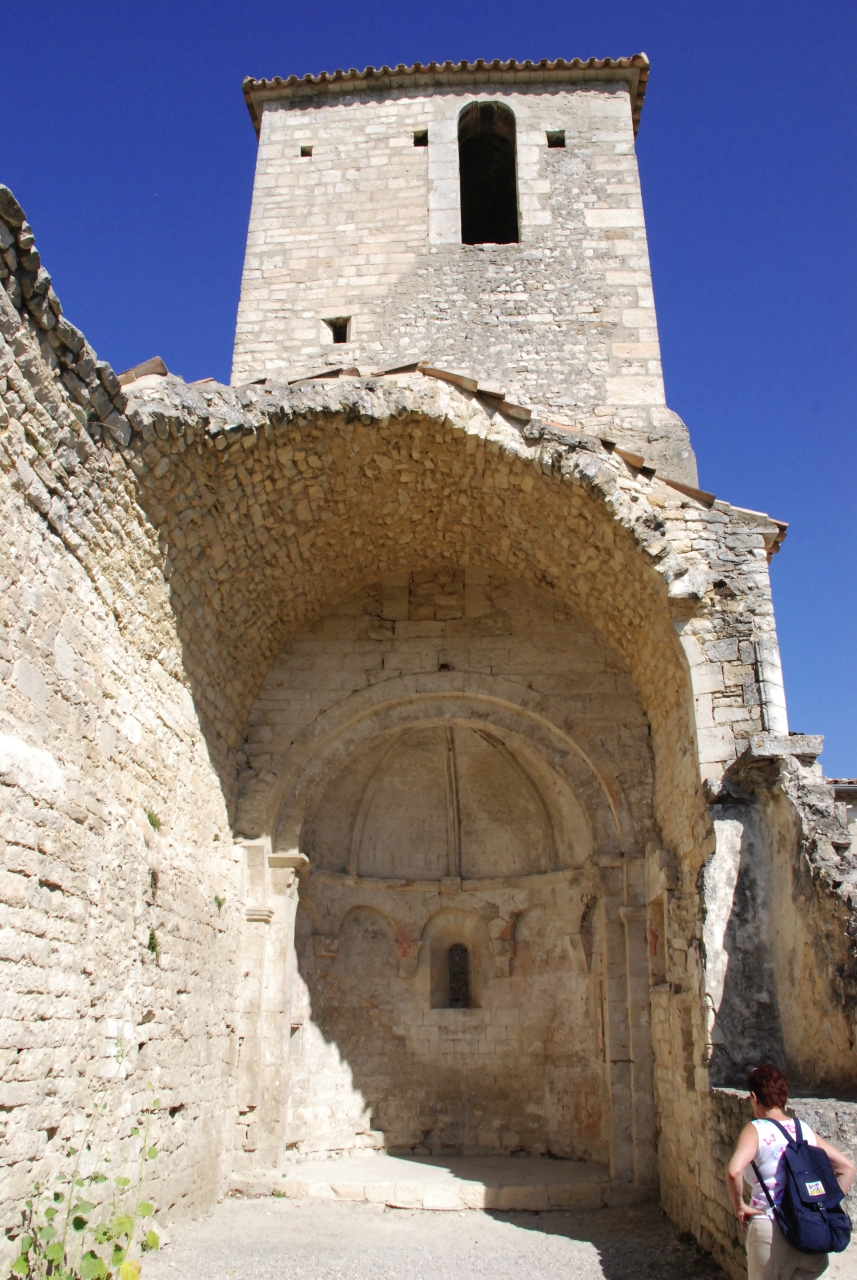
Ruine der Kapelle Saint-Jean-des-Commandeurs

Der Name des Orts leitet sich vom lateinischen pogetum vallis ab. Er bedeutet le petit mont dans la vallée, zu deutsch: „der kleine Berg über dem Tal“. Auf dem Hügel wurden Spitzen aus Feuerstein und weitere behauene Werkzeuge entdeckt, die auf eine menschliche Besiedlung durch kleine Gruppen in der Jungsteinzeit hindeuten. Die älteste Erwähnung in einer Urkunde stammt von 1269; in jener war festgelegt, dass der Ort im Kriegsfall dem Grafen des Valentinois 60 Tage lang 60 bewaffnete Männer zur Verfügung stellen musste.
Die Geschichte Le Poët-Lavals ist eng mit der Geschichte des Malteserordens verknüpft. Mit den Hospitaliers de Saint-Jean-de-Jérusalem beginnt die eigentliche Geschichte des Orts, als diese Mönche gegen Ende des 12. Jahrhunderts dort die damals größte Kommende der Provence errichteten. Unter dem Zeichen der Gastfreundschaft (fr: hospitalité) entstanden eine Burganlage und eine Kapelle. Zunächst das einzige Gebäude des Château des Hospitaliers war der Donjon, ein wahrscheinlich Anfang des 13. Jahrhunderts errichteter Wehrturm. Er war vermutlich von einer Umfassungsmauer umgeben, an die sich das im 14. Jahrhundert befestigte Dorf anschmiegte. Zu jener Zeit war der Kommandant der Burg, der zahlreiche Titel, Privilegien und Ländereien besaß, faktisch Herr des prosperierenden Orts. Vier Jahrhunderte lang war das befestigte Kloster sowohl Zufluchtsort für Pilger als auch Garnison.
Um 1540 zerstörte ein Feuer das Dorf, das anschließend wiederaufgebaut wurde. Im 16. Jahrhundert wurde die Burg umfassend ausgebaut, die Verteidigungsanlagen wurden verstärkt und das Taubenhaus auf der Turmspitze hinzugefügt. Wahrscheinlich in dieser Zeit entstand etwas hangabwärts die Commanderie, die auch Salon des Commandeurs genannt wird.
Das 16. und 17. Jahrhundert waren von der Reformation geprägt. Die Auseinandersetzungen zwischen Katholiken und Protestanten führten auch in Le Poët-Laval zu zahlreichen Auseinandersetzungen.  Während der Religionskriege wurde die Burg mehrmals belagert; Ende des 16. Jahrhunderts verließen die katholischen Burgherren den Ort. Auf Anordnung Ludwigs XIII. wurde die Burg 1622 geschleift.
Im frühen 17. Jahrhundert wurde ein Haus zu einer protestantischen Kirche umgebaut und ab 1622 als solche genutzt. Nach dem Widerruf des Edikts von Nantes, das 1598 den calvinistischen Protestanten (Hugenotten) im katholischen Frankreich religiöse Toleranz und volle Bürgerrechte zugestanden hatte, drohte die Zerstörung der Kirche. Der Umstand, dass sie vorher im Besitz der Gemeinde gewesen war, rettete das Gebäude. Nach der Französischen Revolution war es wieder möglich, es als protestantische Kirche zu nutzen. Die heutige Einrichtung stammt aus dem Jahr 1807, Emporen wurden 1822 eingebaut. 1935 endete die religiöse Nutzung, 1961 wurde dort das Museum des Protestantismus im Dauphiné eingerichtet.
Infolge des Widerrufs des Edikts von Nantes im Jahr 1685 kam zu einer weitgehenden Entvölkerung, da die Einwohner an ihrem protestantischen Glauben festhalten wollten; Le Poët-Laval begann in der Folgezeit in Verfall überzugehen. Erst in der zweiten Hälfte des 20. Jahrhunderts konnte der Ort durch den Zuzug von Künstlern unterschiedlicher Genres, die dort Häuser als preiswerte Sommerquartiere instand setzten, wieder an Qualität und Einwohnern gewinnen. Bereits ab 1925 hatte sich die Association des Amis du Vieux Poët-Laval zur Aufgabe gemacht, den Ort zu restaurieren und ihm wieder Leben einzuhauchen. In den Jahren 1996/97 wurde auch die denkmalgeschützte Burg unter Berücksichtigung ihres ursprünglichen Zustands restauriert.

## Sehenswürdigkeiten

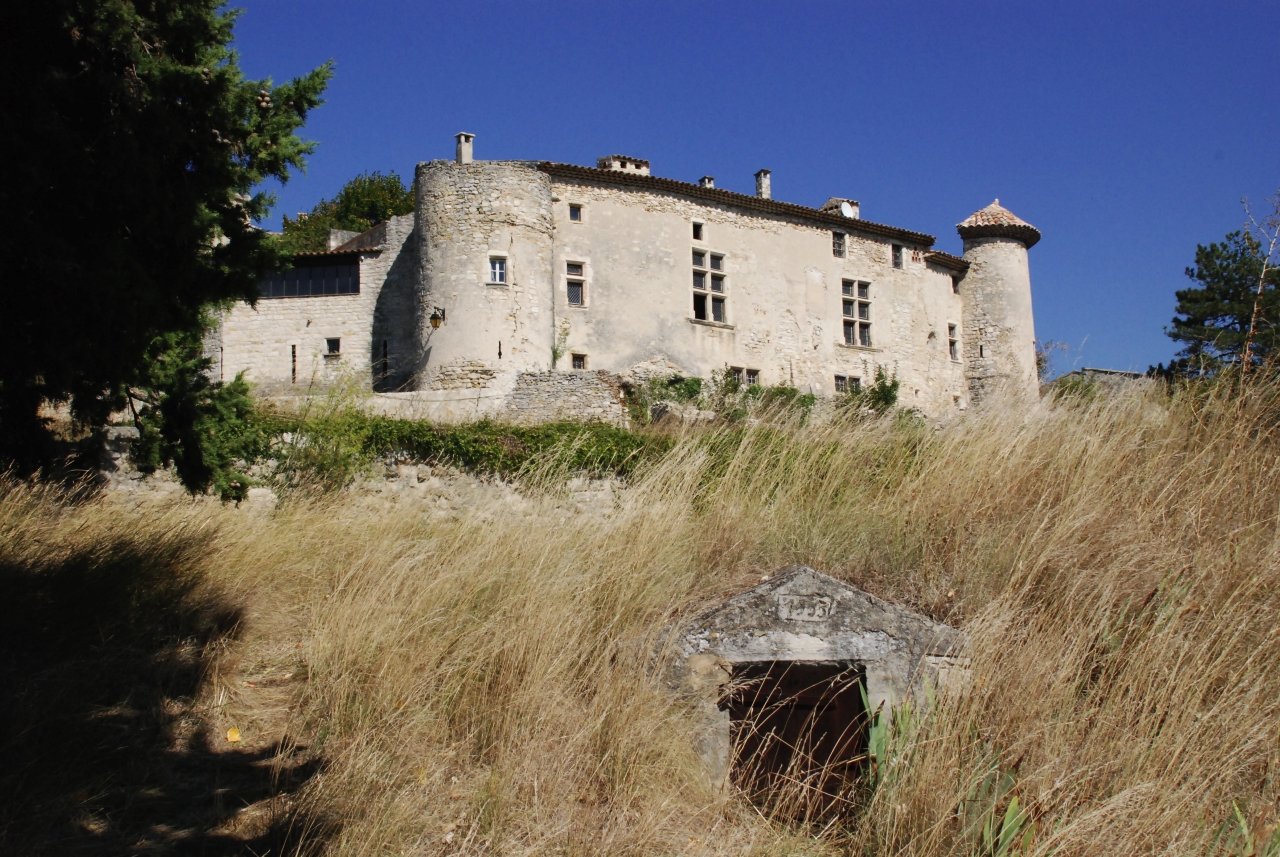
Commanderie (Salon des Commandeurs)

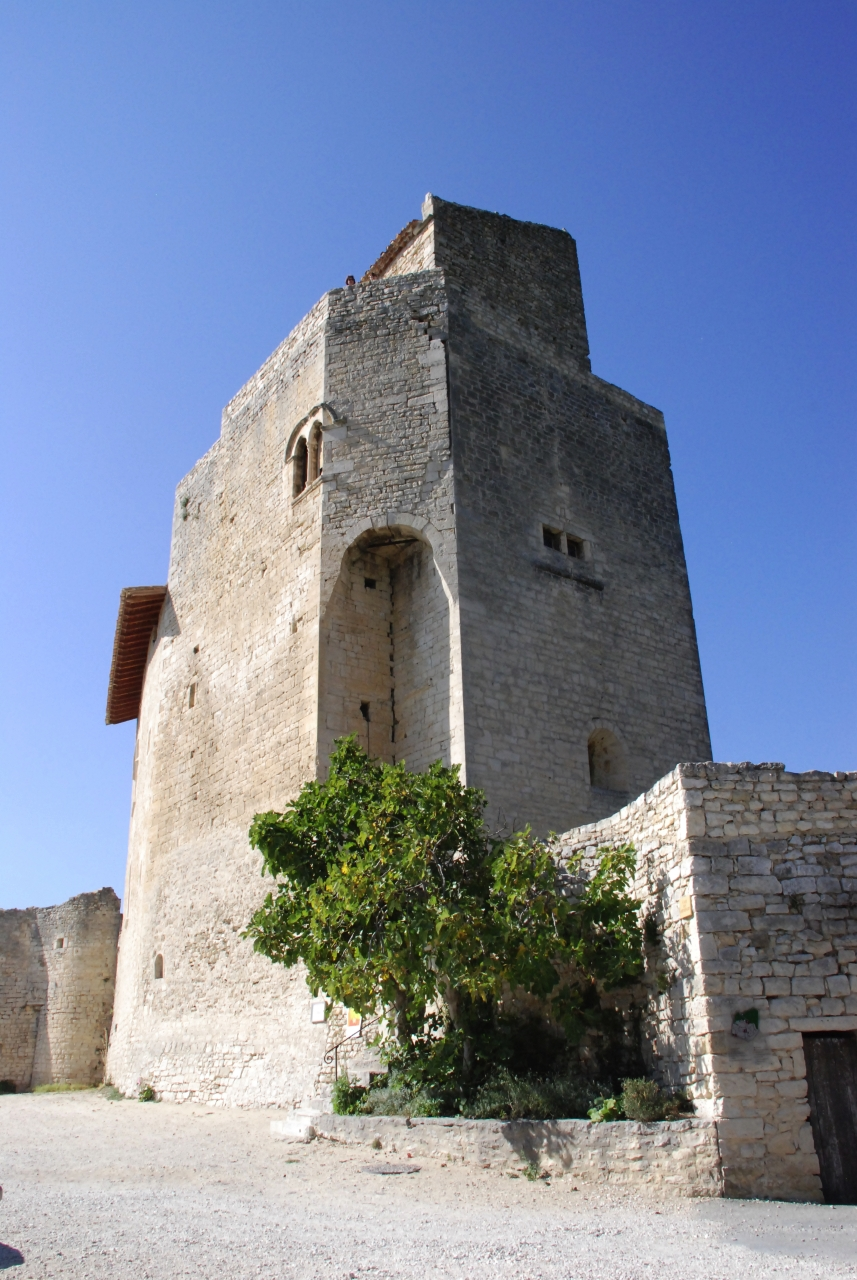
Donjon mit nachträglich aufgesetztem Taubenhaus

### Ortsbild
- Die den Ort überragende mittelalterliche Burg Château des Hospitaliers der Comtes de Poitiers.
- Aus der Romanik stammt die halbzerfallene Kapelle Saint-Jean-des-Commandeurs mit dem sich über der halbrunden Apsis erhebenden Turm. Der erste Bau wurde vermutlich Anfang des 13. Jahrhunderts zeitgleich mit dem Château des Hospitaliers errichtet. Während der Religionskriege wurde er stark beschädigt und Ende des 17. Jahrhunderts wieder aufgebaut. Nach dem Bau der neuen Kirche im unteren Dorf verlor er 1895 seine Funktion; in den 1930er Jahren stürzten das Schiff und die Sakristei ein.[1]
- Der Donjon, dessen Fassade mit gotischen Spitzbogenfenstern durchbrochen ist.
- Die mit Türmen flankierte Commanderie (Salon des Commandeurs) der Ritterschaft wurde im 15. Jahrhundert errichtet. Ihre Fassade ist mit gotischen Kreuzen geschmückt – das achtspitzige weiße Kreuz der Malteser symbolisiert die acht Seligpreisungen der Bergpredigt.

Château des Hospitaliers
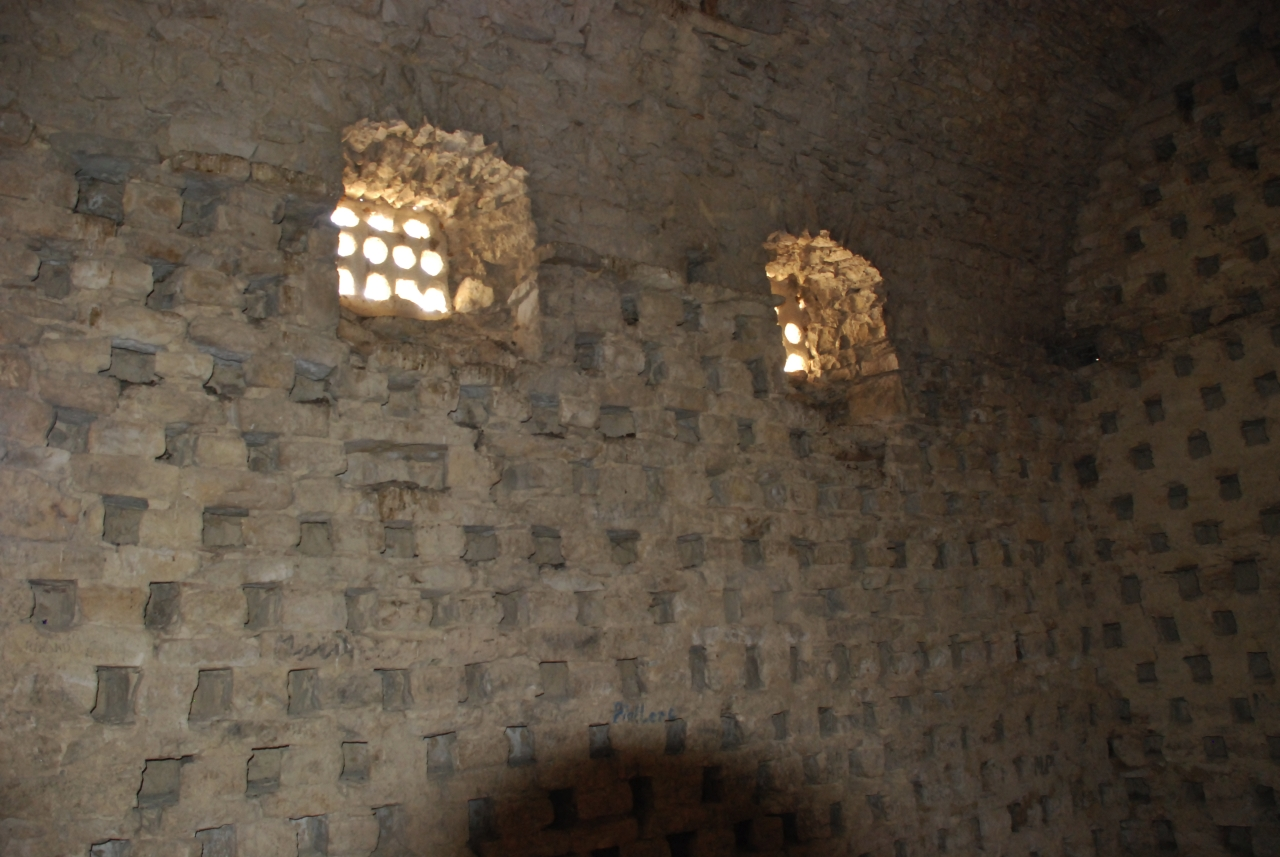
Kommenderaum
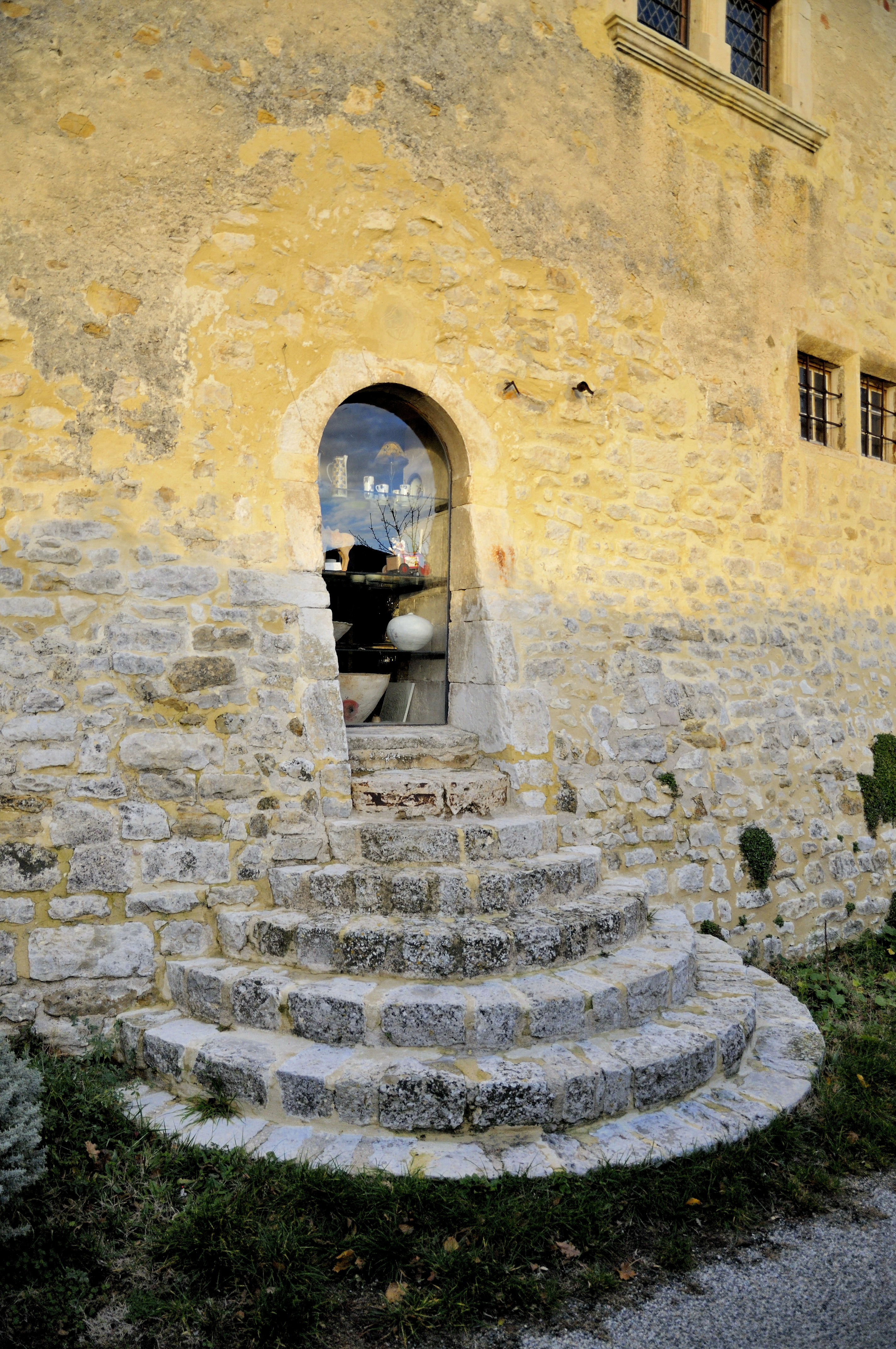
Alter Eingang mit Treppe
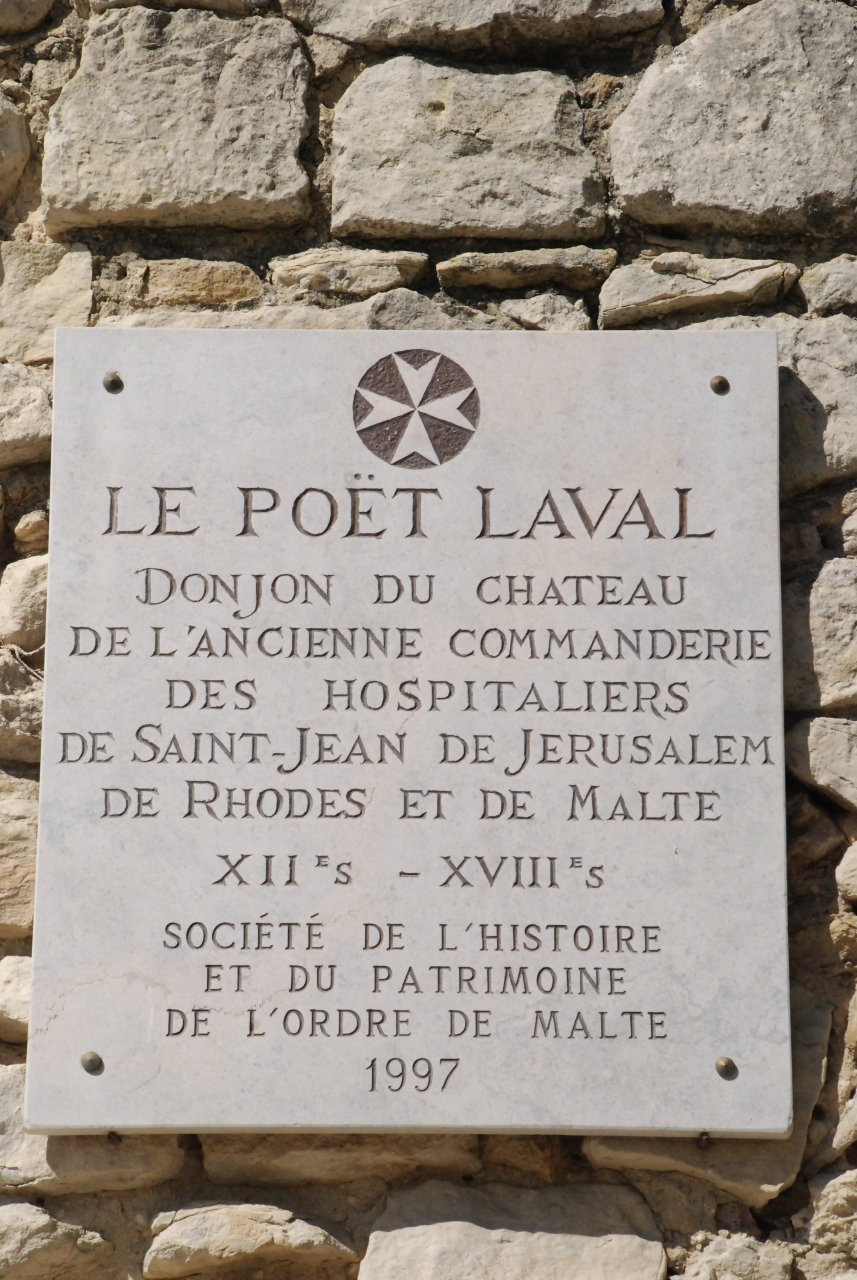
Tafel der Malteser
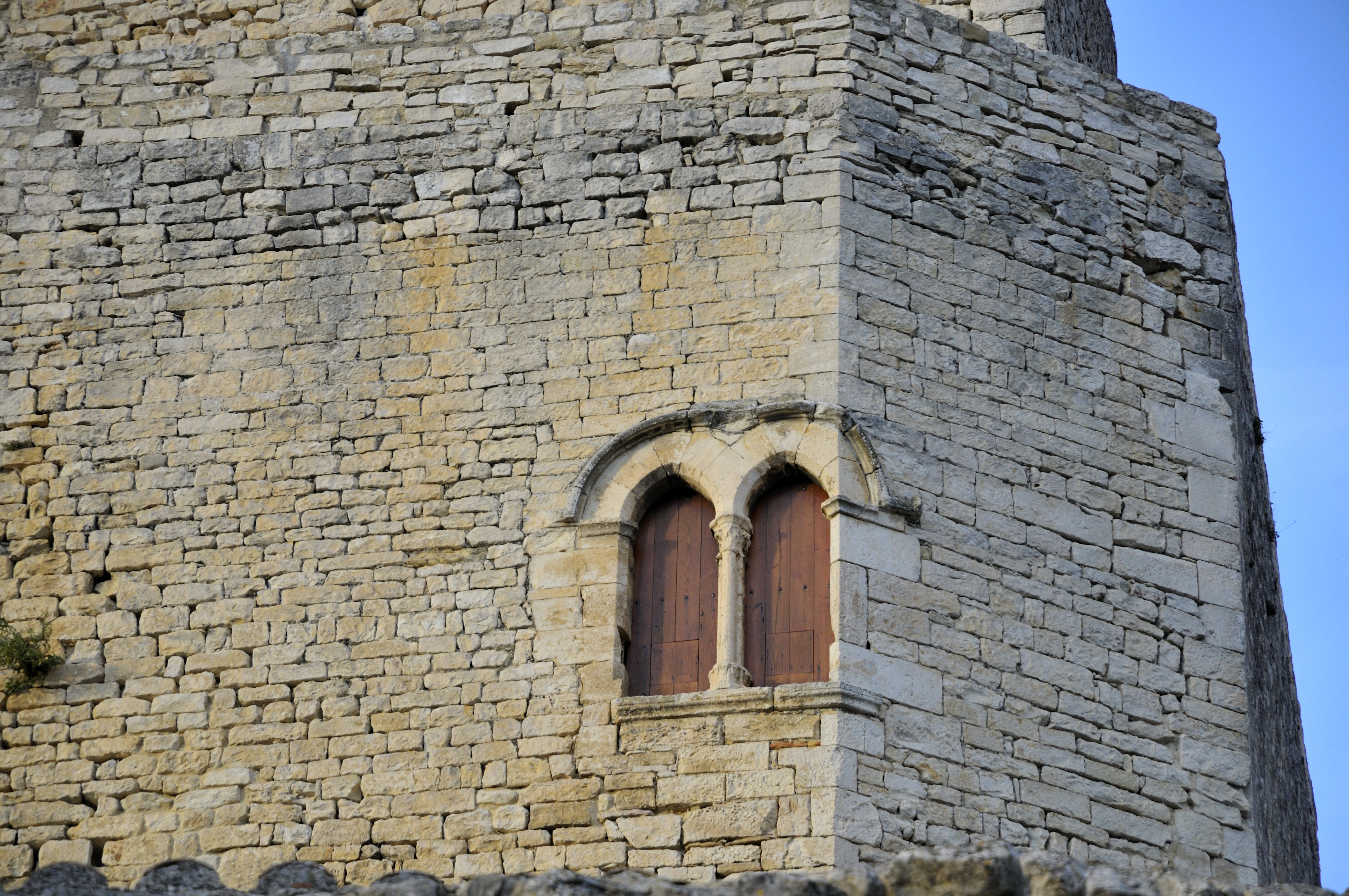
Gotisches Spitzbogenfenster am Donjon

### Museum des Protestantismus im Dauphiné
In der alten evangelischen Kirche wird die Geschichte des Protestantismus im Dauphiné, insbesondere die Zeit der Hugenottenverfolgung nach dem Widerruf des Edikts von Nantes, dokumentiert.

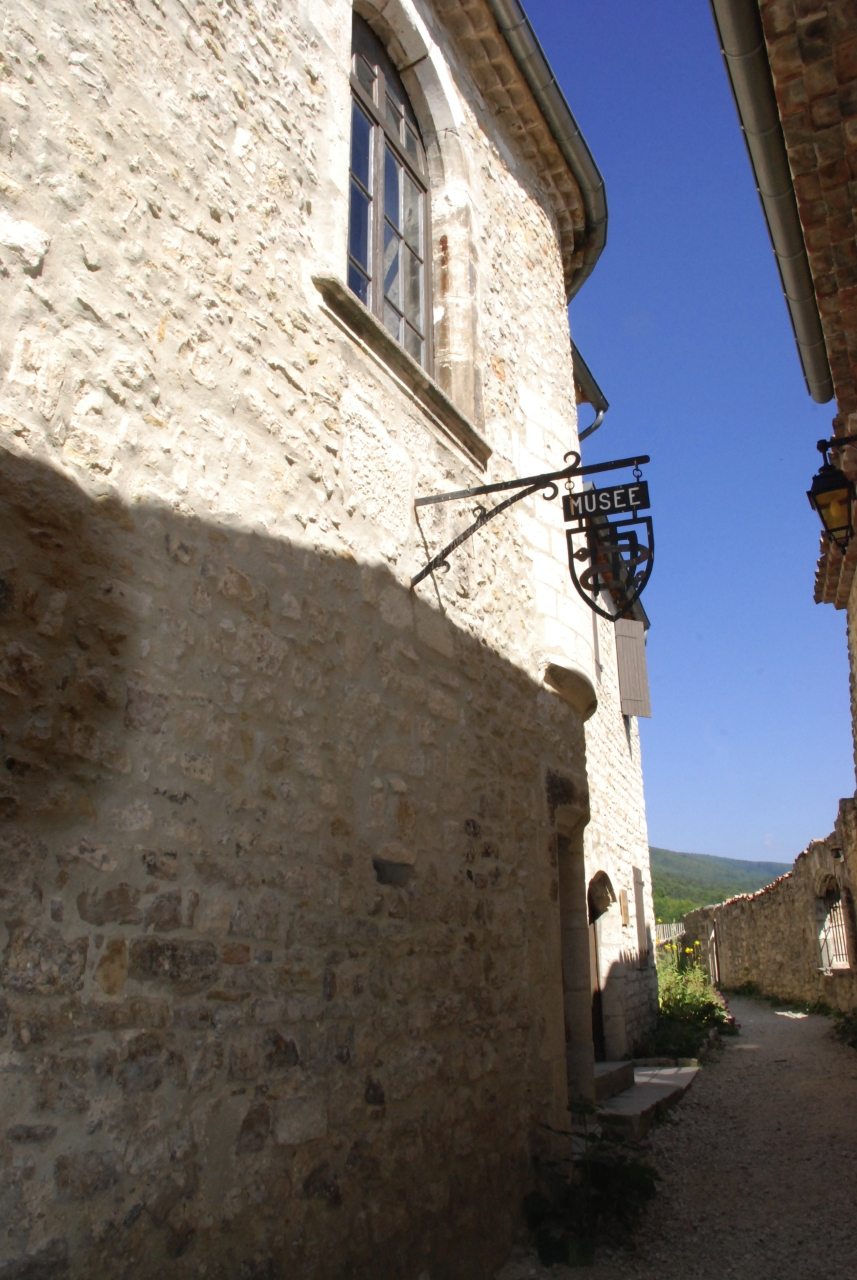
Museum zur Geschichte des Protestantismus in der Dauphiné
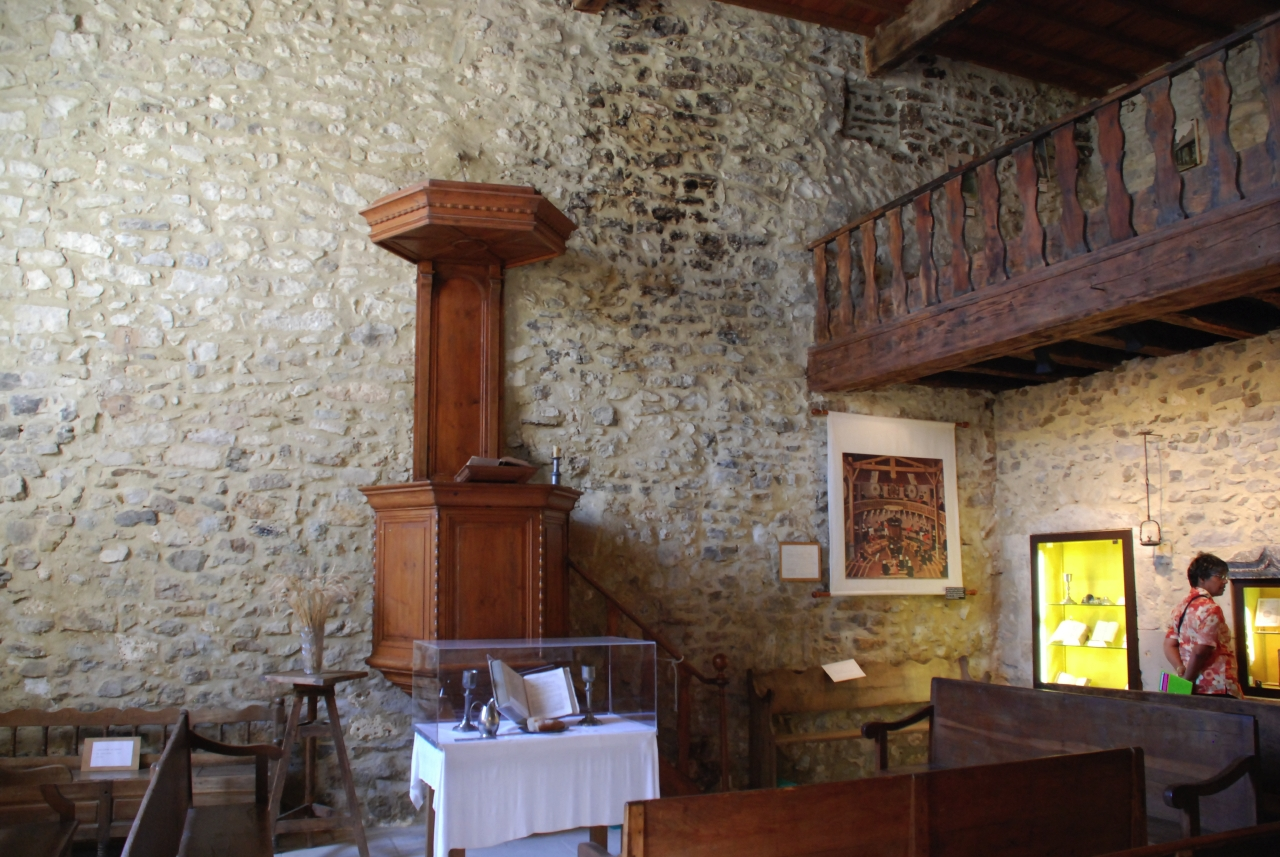
Innenansicht des Kirchenraums
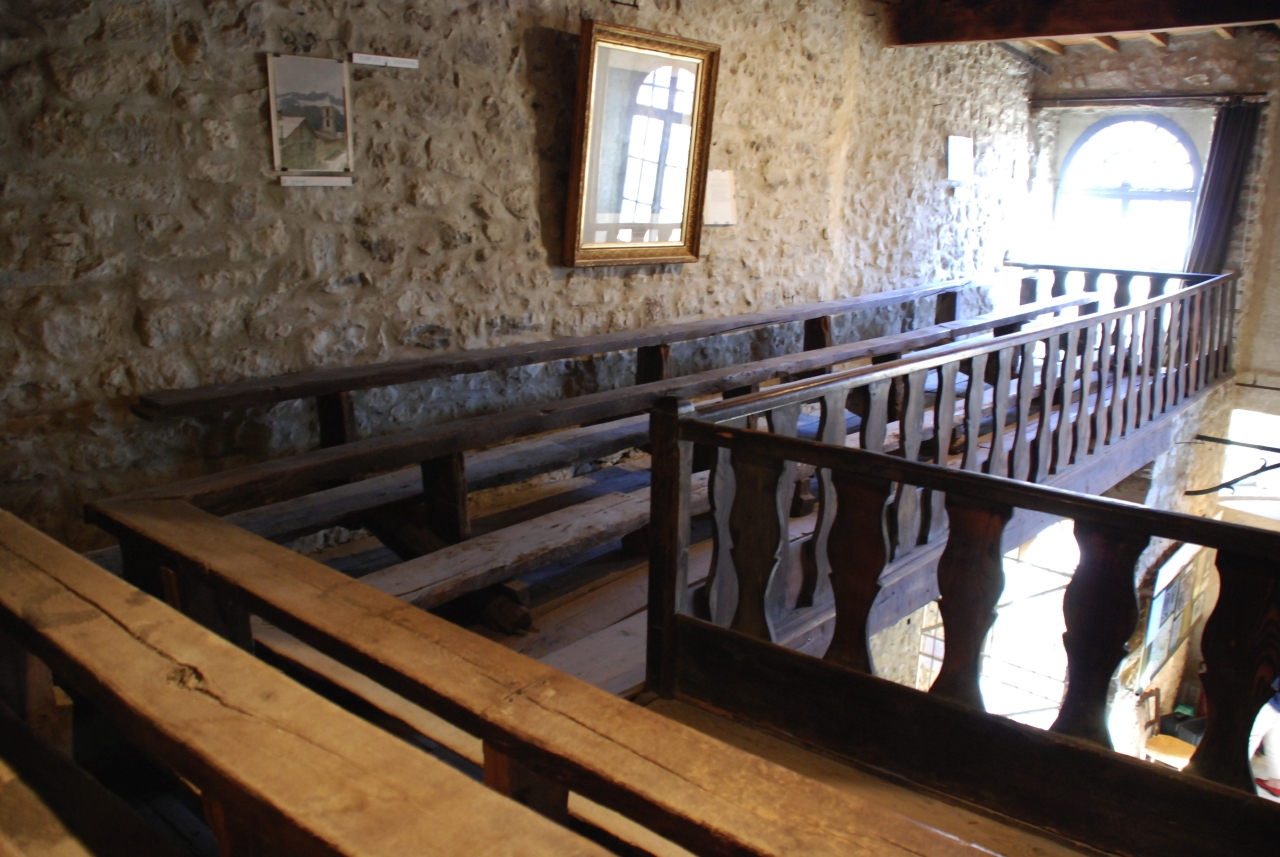
Empore aus dem Jahr 1822

## Kultur
Poët-Laval hat sich seit den 1970er Jahren zu einem Künstlerort und – vor allem in den Sommermonaten – einem kulturellen Mittelpunkt der Region entwickelt:
- Seit 1995 bietet das „Centre international d’art et d’animation Raymond du Puy“ Themenausstellungen und Einzelausstellungen national wie international renommierter zeitgenössischer bildender Künstler.
- Von März bis September finden regelmäßig Konzerte unterschiedlichen Genres statt, weiterhin
- in den Monaten August und September das „Festival der regionalen Chöre“.
- Dazu kommen in den Sommermonaten Künstler, Kram- und Bauernmärkte im Schloss und
- tägliche Schlossführungen.

## Persönlichkeiten
- Gerard Reve (1923–2006), niederländischer Schriftsteller; lebte viele Jahre in Poët-Laval.
- Yvan Theimer (* 1944), tschechischer Bildhauer

## Sonstiges
Le Poët-Laval ist Ausgangspunkt des dem Exodus der Hugenotten folgenden Fernwanderwegs, der bis Bad Karlshafen in Deutschland führt.